# Distrito de Vohibato
Vohibato es un distrito de la región de Haute Matsiatra, en la isla de Madagascar, con una población estimada en julio de 2014 de 201 666 habitantes.
Se encuentra ubicado en el centro-sur de la isla, a poca distancia al sur de la capital nacional, Antananarivo.